# Rostkronad lärka
Rostkronad lärka (Calandrella blanfordi) är en fågel i familjen lärkor inom ordningen tättingar. Den förekommer i nordöstra Afrika. Beståndet anses vara livskraftigt.

## Utseende och levnadssätt
Rostkronad lärka är en långstjärtad medelstor lärka med rostbrun hjässa. Fjäderdräkten varierar geografiskt, där bergslevande former är mer fylliga i färgerna och de i låglandet mer urvattnade, men alla former uppvisar den rostbruna hjässan och vanligen lite svart på bröstsidan. Sången består av korta, pratiga fraser som ofta upprepas och vanligen avges i flykten. Bland lätena hörs en stigande vissling och ett snabbt skaller.
Brunkronad lärka, tidigare behandlad som underart, är mindre, med ljusare ovanida och hjässa, mindre inslag av rostrött på övergump och övre stjärttäckare, tydligt mindre svart bröstfläck, beige anstrykning på undersidan snarare än roströd och mindre framträdande vitt på strupe och ögonbrynsstreck.

## Utbredning och systematik
Rostkronad lärka förekommer i nordöstra Afrika och delas idag vanligen in i två underarter med följande utbredning:
- Calandrella blanfordi blanfordi – förekommer i norra Eritrea
- Calandrella blanfordi erlangeri – förekommer i Etiopien

Tidigare behandlades erlangeri som en egen art, Calandrella erlangeri. Samtidigt inkluderades brunkronad lärka (C. eremica) i blanfordlärkan. Efter DNA-studier rekommenderades dock nuvarande uppdelning.

## Levnadssätt
Rostkronad lärka hittas i bergsbelägna gräsmarker, jordbruksfält och halvöken. Den ses ofta i flockar.

## Status
För rostkronad lärka råder brist på kunskap vad gäller arternas population och utveckling, men den anses inte vara hotad. IUCN kategoriserar den därför som livskraftig.

## Namn
Fågelns vetenskapliga artnamn hedrar engelska naturforskaren William Thomas Blanford. Tidigare kallades den blanfordlärka även på svenska, men justerades 2023 till ett enklare och mer informativt namn av BirdLife Sveriges taxonomikommitté.